# Josef Kusý
Josef Kusý (17. února 1909 – 31. května 1942, Praha-Kobylisy, Kobyliská střelnice) byl český odbojář za druhé světové války a spolupracovník Arnošta Mikše z výsadku Zinc, popravený nacisty.

## Život a odbojová činnost
Josef Kusý se narodil 17. února 1909. Žil v obci Běleč číslo popisné 60 u Litně na Berounsku, byl vyučeným zedníkem a v Protektorátu Čechy a Morava tuto svoji profesi také vykonával. V roce 1931 se oženil s Růženou Langrovou a narodil se jim syn Josef.
Po obsazení Československa 15. března 1939 a vyhlášení protektorátu se tento vlastenecky smýšlející Čech zapojil do aktivit spojených s domácím odbojem. Jeho kolega v práci, rovněž zedník, Josef Minařík (* 18. dubna 1914) z Haloun seznámil odbojáře Kusého s parašutistou Arnoštem Mikšem z paradesantního výsadku ZINC. Kusý pak ukrýval (na žádost Josefa Minaříka) nějakou dobu Arnošta Mikše ve svém domě.

## Přestřelka na Požárech na Křivoklátsku
Parašutista Arnošt Mikš byl zraněn českým četníkem při přestřelce na Požárech v katastru obce Městečko u Křivoklátu, když se spolu s Josefem Kusým pokusili 30. dubna 1942 kolem 22.00 hodiny vyzvednout část ukrytého operačního materiálu para-výsadků BIOSCOP, BIVOUAC, STEEL. Parašutista Mikš se na místě přestřelky zastřelil vlastní zbraní do pravého spánku, ale indicie u něho nalezené gestapem vedly k rozkrytí totožnosti dalších osob, včetně Kusého. Nezraněnému Josefu Kusému se podařilo z místa přestřelky uprchnout k lesu, tam odhodit zbraň a z místa boje pak doběhl vysílen do 35 km vzdálené obce Běleč.

## Zatčení
Na základě zápisků nalezených u Arnošta Mikše bylo ihned zahájeno zatýkání. Josefa Staňka z Roztok zatklo gestapo jako prvního; dále byli zatčeni i Josef Minařík z Haloun a Václav Mulač z Nového Jáchymova. Dne 2. května 1942 obsadil nacistický vojenský oddíl obec Běleč a zatkl Josefa Kusého a jeho manželku Růženu Kusou. Kusý byl vyslýchán gestapem na četnické stanici v Litni a podroben zostřeným výslechům (spojeným s mučením) v Petschkově paláci v Praze. Dále byl zatčen i bývalý poručík Antonín Fršlínek. Svědectví Josefa Minaříka z Haloun zachránilo život Václavu Mulačovi i Antonínu Fršlínkovi. Minařík dokázal vyšetřující orgány svojí výpovědí přesvědčit, že Mikš Mulače a Fršlínka sice vedl v seznamu jako své potenciální spolupracovníky, ale oba zatčení se s parašutistou Mikšem ve skutečnosti nikdy osobně nesetkali.

## Odsouzení a poprava
Josef Kusý byl odsouzen k trestu smrti rozsudkem stanného soudu v Praze ze dne 31. května 1942 a ještě téhož dne popraven zastřelením na střelnici v Praze–Kobylisích. Společně s ním byl stanným soudem v Praze dne 31. května 1942 odsouzen k trestu smrti a v Kobylisích rovněž popraven zastřelením i Antonín Mikš (* 10. září 1918, Janov – 31. května 1842) – úředník z Prahy (bratr Arnošta Mikše) a František Mikš – bratr Arnošta Mikše – bytem v Táboře (četnický strážmistr z Tábora).
Rozsudek stanného soudu v Praze ze dne 31. května 1942 zdůvodnil jejich popravu zastřelením následovně:
Odsouzení poskytovali vědomě úkryt osobám policejně nehlášeným, které mají účast na činech nepřátelských Říši, anebo se policejně nehlásily po nařízení zastupujícího říšského protektora ze dne 27. května 1942, anebo vyzývaly ve veřejnosti k podporování atentátu a atentát schvalovaly, anebo rušily veřejný pořádek a bezpečnost a pracovní mír, anebo je ohrožovaly. Rozsudek byl vykonán 31. května 1942. Jmění odsouzených bylo zabaveno.
Stanný soud v Praze, Zdůvodnění trestu smrti, 

## Připomínka
- Jméno odbojáře Josefa Kusého je uvedeno na pomníku obětem první a druhé světové války v Bělči.[2][12]
- Jeho jméno (Josef Kusý, 33) a jména bratrů Mikšových (František Mikš, 27; Antonín Mikš, 23) jsou uvedena pamětní desce popravených na Kobyliské střelnici.[13]
- Parašutista Arnošt Mikš má od 1. května 1946 na místě přestřelky pomníček, který mu věnovala obec Baráčníků v Městečku.[9][14] Na pomníku je nápis: ZDE BYL ZASTŘELEN PARAŠUTISTA A PORUČÍK ČSL. ZAHRANIČNÍ ARMÁDY / ARNOŠT MIKŠ / nar. 27. VII. 1913 v Janově čís. 21 okr. Rakovník / zastřelen 30. IV. 1942 / Na paměť věnuje obec Báráčníků v Městečku / 1. V. 1946[14]
- Sdružení občanů Bělče a T.J. Sokol Liteň uspořádali v roce 2008 cyklistický memoriál Josefa Kusého a Arnošta Mikše na trase jejich cesty z Bělče do Požárů, k lesnímu pomníčku Arnošta Mikše.[2]

## Galerie

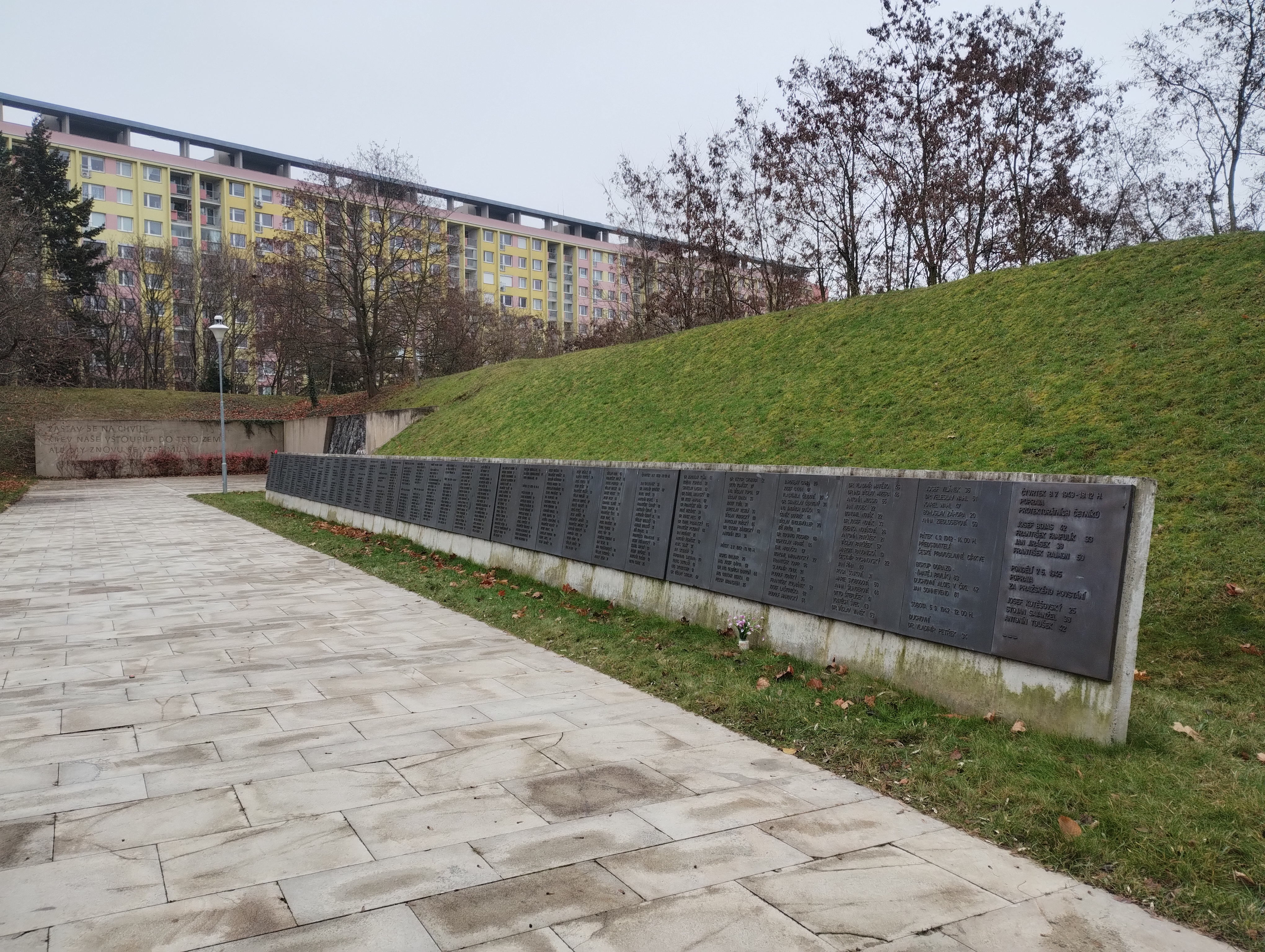
Pamětní desky se jmény popravených na Kobyliské střelnici
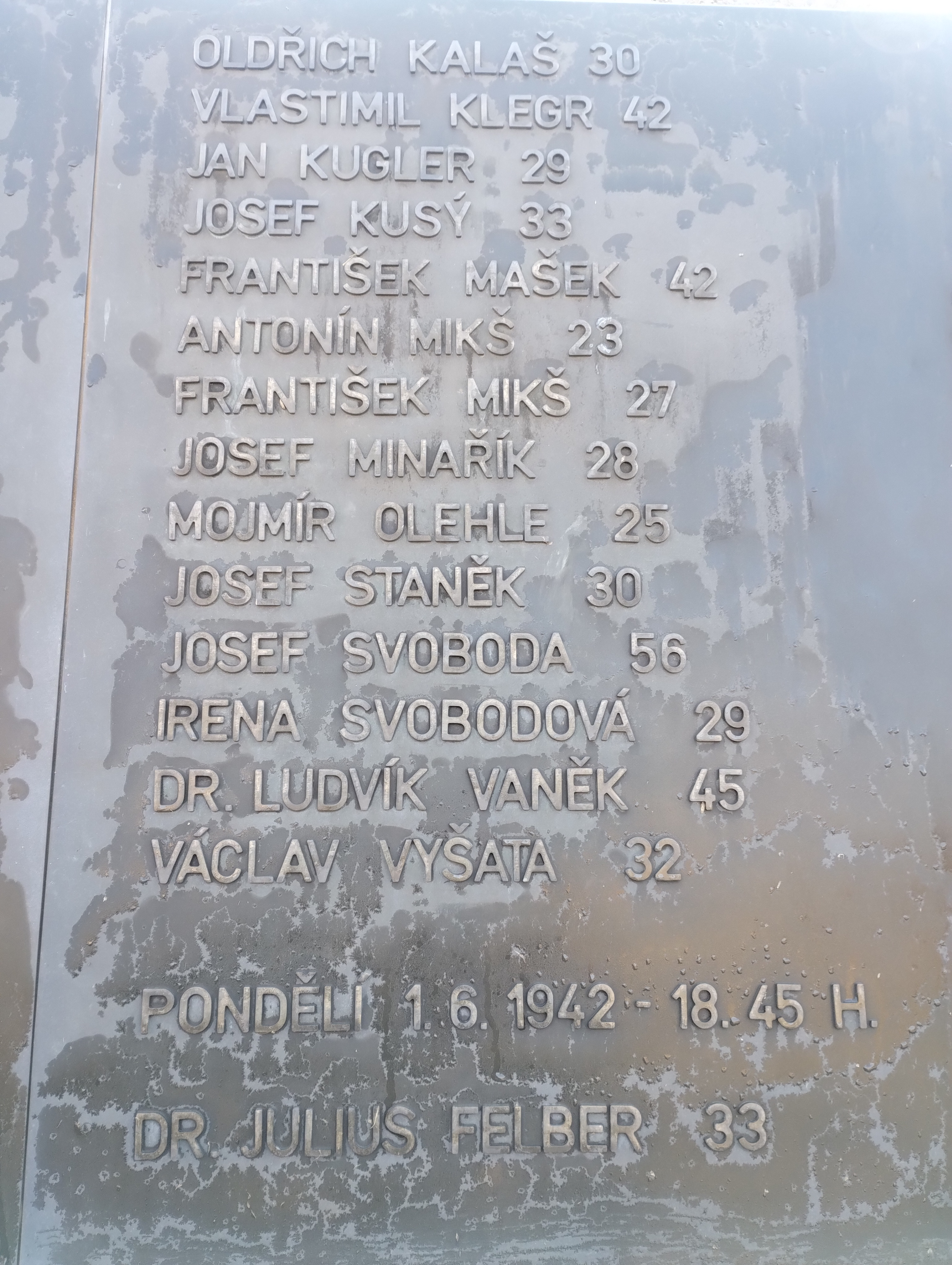
Detail desky se jmény bratrů Mikšových a odbojáře J. Kusého, Kobyliská střelnice
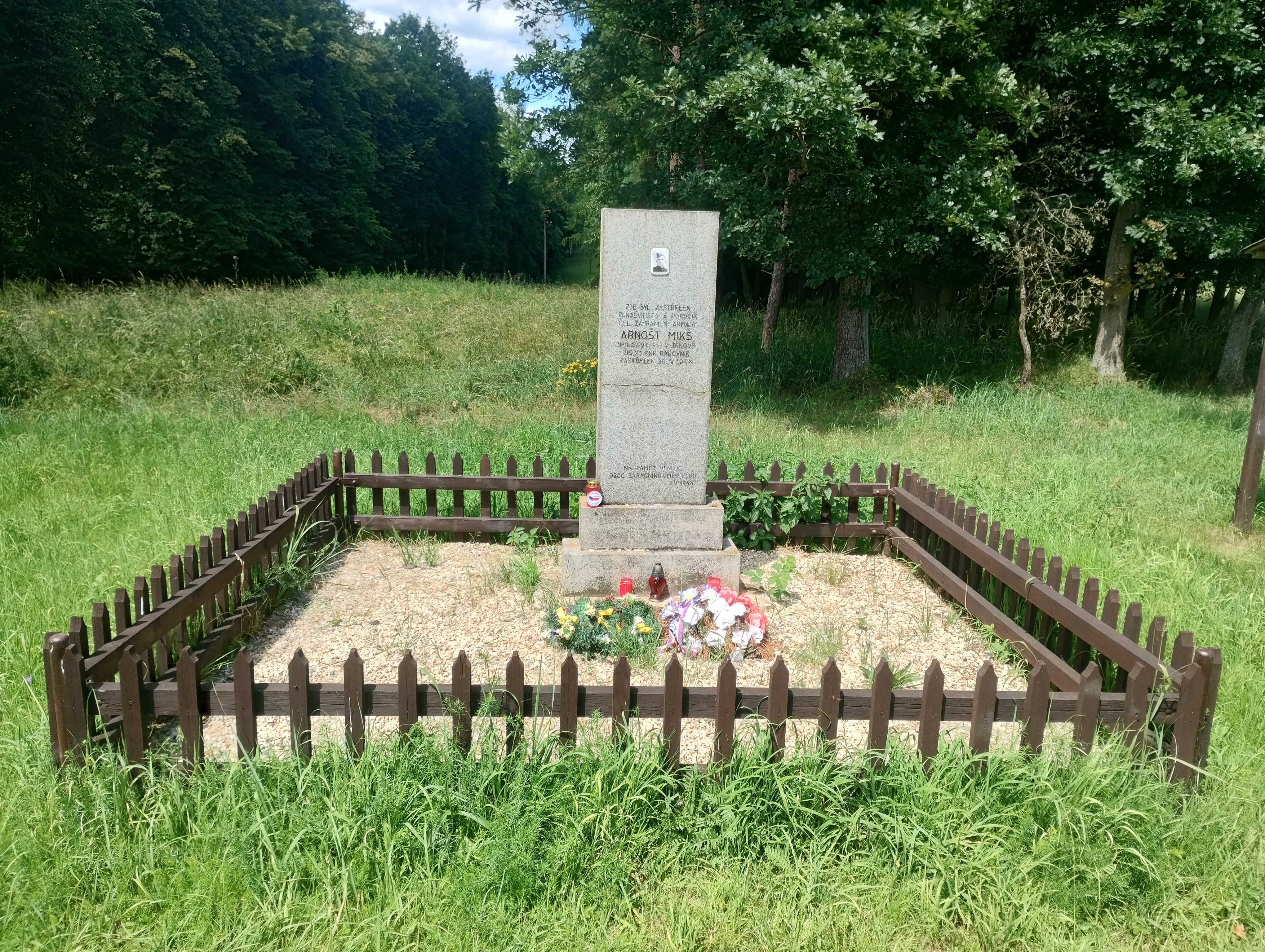
Pomnik Arnošta Mikše na místě přestřelky u velkostatku Požáry
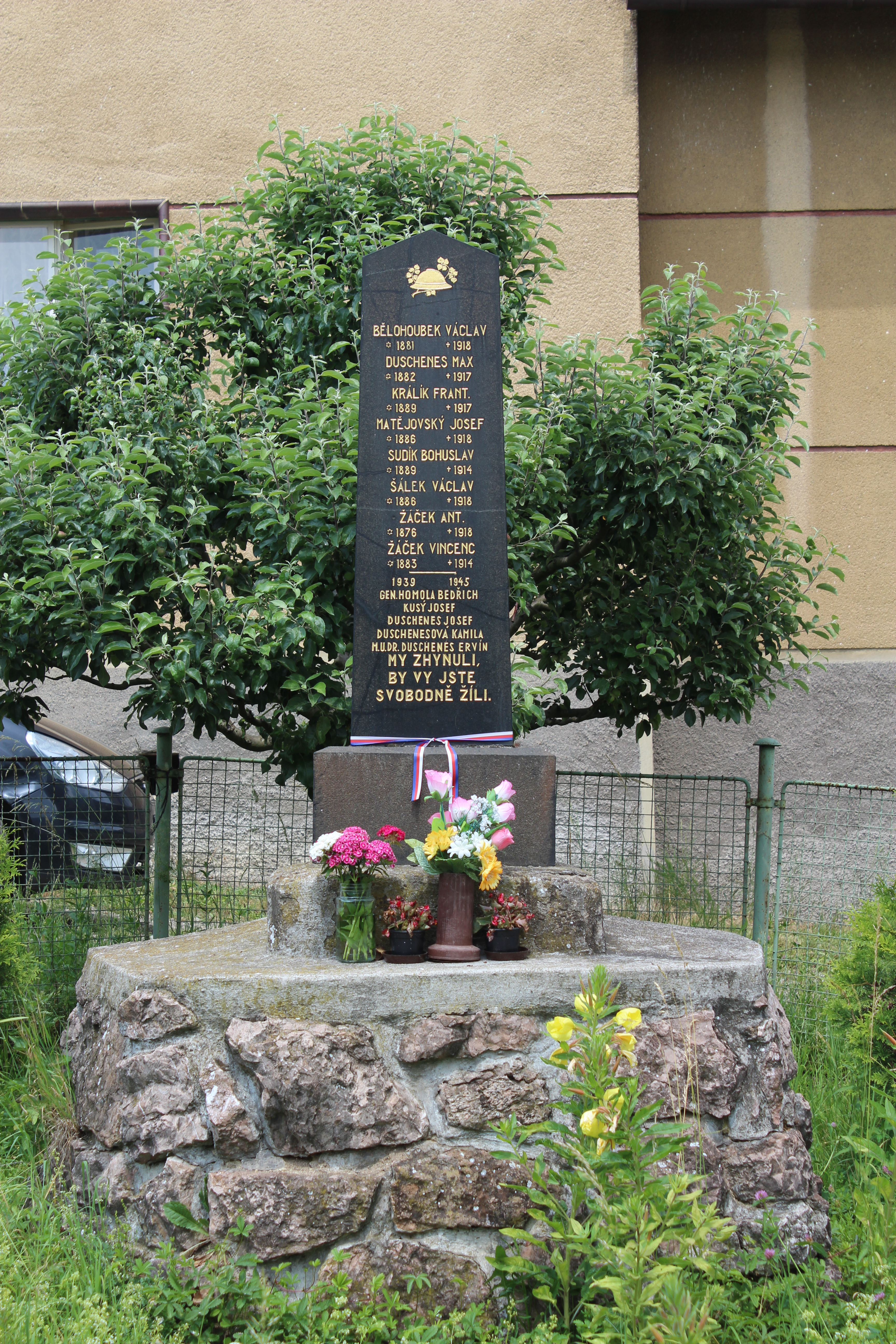
Pomník obětem 1. a 2. světové války v Bělči se jménem Josefa Kusého